# Istoria limbii esperanto
Istoria limbii esperanto își are originea în anul 1887, când a fost publicată prima carte în această limbă. Esperanto este o limbă auxiliară, inițiată de Ludwig Lejzer Zamenhof.
Denumirea ei provine de la pseudonimul Doktoro Esperanto (doctorul care speră) pe care și l-a asumat principalul inițiatorul limbii.

## Debutul

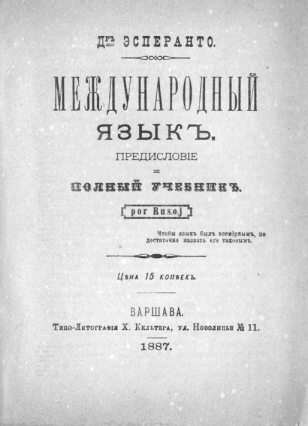
Unua libro,
ediţia rusă (1887)

Trăind într-un mediu politico-social și lingvistic marcat de contradicții și tensiuni, încă de tânăr, Zamenhof visa la existența unei limbi universale. La început a luat în considerare limba latină, dar, după ce o studiase în școală, și-a dat seama că este mult prea complicată pentru a servi drept limbă universală. Studiind și engleza, a observat că acea flexiune a verbului nu este necesară. A concluzionat ca o mărire a numărului de afixe, dar folosite judicios, ar putea genera, prin derivare, un lexic mult mai bogat, pentru un număr mai mic de cuvinte-rădăcină. Astfel de cuvinte de bază, sau rădăcini, le-a ales din limbile romanice și germanice, fiind mai bine cunoscute publicului larg.
La 19 ani (1878), Zamenhof schițează un proiect de Lingwe Uniwersala. Mulți ani de-a rândul își perfecționează creația, deși eforturile sale se loveau de opoziția guvernanților țariști și chiar de ostilitatea celor apropiați, și realizează diverse traduceri, vizând printre altele Biblia și Shakespare. Publicarea, în 1887, a lucrării Международный язык ("Limbă internașională") reprezintă marele succes al demersului său. Această carte, semnată Дръ Эсперанто ("doctorul care speră") este prima apariție publică, dar și actul de naștere al Limbii internaționale.

## Perioada antebelică
Primul club de esperanto ia ființă în 1888, în locul celui de volapük (o altă limbă artificială care nu prea a avut succes) din Nürnberg. Un an mai târziu, în 1889, apare La Esperantisto, primul jurnal în esperanto. Numărul adepților se mărește, printre aceștia numărându-se și marchizul Louis de Beaufront, primul esperantist francez..
În 1895, 60% dintre abonații periodicului La Esperantisto sunt ruși. Articolul scris de L. N. Tolstoi, care devenise un simpatizant al esperanto, atrage și mai mult ostilitatea cenzurii țariste. Dar solidaritatea internațională se manifestează prompt și apar și alte inițiative.
Studenții Universității din Uppsala lansează, la sfârșitul lui 1895, un nou jurnal, Lingvo Internacia.
În același an, Hélène Giroud din Elveția este prima femeie nevăzătoare din lume care învață esperanto.

## Cele două Războaie Mondiale
Pe 2 august 1914 era programat congresul de la Paris al esperantiștilor la care se înscriseseră 3739 persoane (din peste 50 de țări). Din păcate, tocmai în acea zi izbucnește Primul Război Mondial. Autoritățile germane împiedică sosirea lui Zamenhof și congresul nu mai are loc.
Urmează o perioadă de regres pentru mișcare esperanto, datorat războiului, care antrenează dispariția multor reviste de profil, cât și faptului că mulți esperantiști își pierd viața pe front. La toate acestea se adaugă și încetarea din viață a lui Zamenhof (14 aprilie 1917).